# Helena Verdel
Helena Verdel (* 11. März 1961 in Klagenfurt) ist eine österreichisch-slowenische Publizistin und Sachbuchautorin.

## Leben
Helena Verdel studierte Politikwissenschaft und Theaterwissenschaft in Wien und Ljubljana. Sie veröffentlichte zahlreiche Werke zu Aspekten des europäischen Theaters. 1990 publizierte sie eine umfassende Darstellung der Geschichte der Kärntner Slowenen während der NS-Zeit. Die Veröffentlichung gilt als Standardwerk. Weitere Arbeiten zur Geschichte der Kärntner Slowenen in der Ersten Republik folgten.
Zusammen mit Andreas P. Pittler verfasste Helena Verdel eine satirische Geschichte Österreichs sowie einen Reiseführer durch Europas Kurbäder. Im Jahr 2004 trat sie mit einem Sammelwerk zu den bedeutsamsten Frauen Osteuropas hervor. Zudem schreibt Verdel regelmäßig Kritiken, Essays und andere Artikel in österreichischen und slowenischen Medien. Verdel ist stellvertretende Vorsitzende des Slowenischen Kulturverbandes und Mitglied des Volksgruppenbeirates für die slowenische Volksgruppe. Verdel ist verheiratet und lebt in Wien.

## Werke
- Spurensuche, Wien 1990
- Veliko Navdušenje, Klagenfurt 1991
- Von Ötzi bis Big Bruno, Wien 1999
- Kurbäder, Klagenfurt 2003
- Die 100 bedeutendsten Frauen des europäischen Ostens, Klagenfurt 2004
- Auf den Spuren der Hoffnung, Klagenfurt 2007
- Der große Traum von Freiheit, Wien 2010
- Solo, ne sivanko, Wien 2012
- Glej, ta svet je tude zate! Ljubljana 2022